# Instituto de Investigación del Ártico y del Antártico
El Instituto de Investigación del Ártico y del Antártico (en ruso: Арктический и антарктический научно-исследовательский институт, abreviado como ААНИИ) es el instituto de investigación de los grandes estudios del Ártico y de la Antártida más antiguo y grande de Rusia. Se encuentra en San Petersburgo.
El AARI tiene numerosos departamentos, como el de oceanografía, glaciología, meteorología, hidrología o bocas de ríos y recursos hídricos árticos, geofísica, geografía polar, y otros. También tiene su propio centro informático, laboratorio de investigación de hielo, talleres experimentales y un museo (el Museo del Ártico y la Antártida).
Científicos, como Alexander Karpinsky, Alexander Fersman, Yuly Shokalsky, Nikolai Knipovich, Lev Berg, Otto Schmidt, Rudolf Samoylovich, Vladimir Vize, Nikolai Zubov, Pyotr Shirshov, Nikolai Urvantsev, y Yakov Gakkel han hecho todos sus valiosos aportes al trabajo del AARI.
A lo largo de su historia, el AARI ha organizado más de mil expediciones árticas, incluidas docenas de expediciones aéreas en latitudes elevadas, y ha transportado estaciones de hielo a la deriva del Severniy Polyus ("Северный полюс", o Polo norte) al Ártico Central. 

## Historia
El AARI fue fundado el 3 de marzo de 1920, con la Expedición de Investigación y Comercio del Norte (Северная научно-промысловая экспедиция) del Departamento Científico y Técnico del Consejo de Economía Estatal de todas las Uniones. En 1925, la expedición se reorganizó en el Instituto de Estudios del Norte (Институт по изучению Севера) y cinco años después, en el Instituto del Ártico de toda la Unión (Всесоюзный арктический институт). En 1932, se estableció la Dirección General de la Ruta del Mar del Norte (Главное управление Северного морского пути). En 1948 se estableció el Instituto de Investigación de Geología del Ártico (Научно-исследовательский институт геологии Арктики, o НИИГА) del Departamento de Geología del Instituto del Ártico de todas las Uniones, que estaría subordinado al Ministerio de Geología de la URSS. 
En 1955, el AARI participó en la organización de la investigación de la Antártida. En 1958, comenzó a organizar y dirigir todas las expediciones antárticas soviéticas, que luego realizaría muchos descubrimientos geográficos, y en el mismo año el Instituto Ártico de Todo la Unión pasó a llamarse Instituto de Investigación del Ártico y del Antártico. En 1963, el AARI se incorporó a la Administración Principal del Servicio Hidrometeorológico (Главное управление Гидрометеослужбы) del Consejo de Ministros de la URSS (ahora Servicio Federal de Hidrometeorología y Control Ambiental de Rusia.
En 1967, el AARI recibió la Orden de Lenin. En 1968, el instituto se dedicó a investigar las áreas del Océano Atlántico contiguas al Ártico y a la Antártida.